# Dassault Mirage 5
Dassault Mirage 5 là một mẫu máy bay cường kích do hãng Dassault Aviation của Pháp thiết kế chế tạo vào thập niên 1960, nó được sản xuất ở cả Pháp và một số quốc gia khác. Nó được bắt nguồn từ mẫu máy bay tiêm kích rất thành công của Dassault là Mirage III.

## Thiết kế và phát triển

### Phát triển ban đầu
Mirage 5 được phát triển từ một yêu cầu của Không quân Israel đối với Dassault. Do thời tiết ở vùng Trung Đông chủ yếu là gió và nắng, Israel đề nghị loại bỏ hệ thống điện tử hàng không, thông thường được đặt sau buồng lái từ tiêu chuẩn Mirage IIIE để giảm bớt giá thành và bảo dưỡng, và thay thế hệ thống điện tử bằng những thùng nhiên liệu cho các nhiệm vụ tấn công. Vào tháng 9-1966, Israel đã đặt chế tạo 50 chiếc máy bay mới.

### Mirage 5

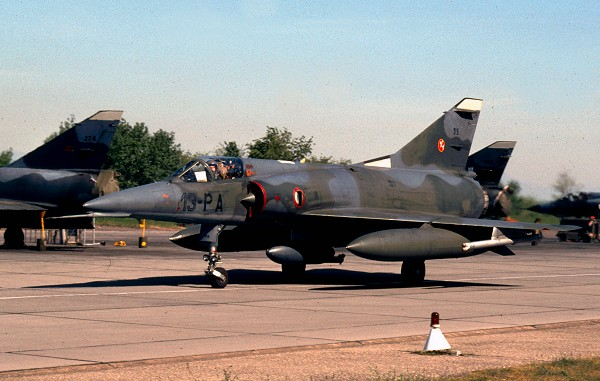
Mirage 5F của Không quân Pháp.

Chiếc Mirage 5 đầu tiên bay vào ngày 19 tháng 5-1967. Nó trông giống với Mirage III, ngoại trừ nó có phần mũi thon dài và phần thân máy bay được kéo dài thêm nửa mét, và người ta cho rằng Mirage 5 là mẫu máy bay thanh lịch nhất trong seri máy bay cánh tam giác Mirage. Một ống đo áp lực chất lỏng được chuyển từ đầu xuống phía dưới mũi máy bay trong phần lớn các phiên bản của Mirage 5.
Mirage 5 giữ lại hai khẩu súng DEFA của Mirage IIIE, nhưng thêm vào 2 gia treo vũ khí, nâng tổng số giá treo lên 7. Trọng tải vũ khí tối đa của Mirage 5 là 4.000 kg (8.800 lb). Những động cơ tên lửa SEPR dự phòng đã bị loại bỏ.
Do xuất hiện những căng thẳng trong khu vực Trung Đông dẫn đến tổng thống Pháp lúc đó là Charles de Gaulle đã áp đặt lệnh cấm vận đối với những chiếc Mirage 5 của Israel vào 3 tháng 6-1967, khiến những chiếc Mirage 5 không thể giao cho Israel. Những chiếc Mirage tiếp tục được xuất xưởng khỏi dây chuyền sản xuất, mặc dù nó đã bị cấm vận, vào đến năm 1968 lô máy bay cuối cùng đã được hoàn thành và Israel đã trả những khoản thanh toán cuối cùng.
Cuối năm 1969, Israel đã cho phép các phi công Pháp kiểm tra máy bay, và yêu cầu máy bay sẽ được chuyển đến Corse, về lý thuyết cho phép họ tiếp tục bay huấn luyện trong mùa đông. Chính phủ Pháp nghi ngờ khi Israel cũng thử giành những thùng nhiên liệu cho máy bay hoạt động tầm xa và dừng mọi di chuyển.
Israel cuối cùng đã từ bỏ thử để có máy bay và chấp nhận trả lại. Tuy nhiên sau đó, việc hợp tác với Pháp tiếp tục được nối lại bí mật, tránh những con mắt dàm ngó của công chúng và Israel đã có được 50 chiếc Mirage 5 từ Không quân Pháp (AdA), trong khi AdA đang giữ 50 chiếc Mirage 5 của Israel với tên gọi Mirage 5F. Máy bay được giao từ tháng 5-1971 đến tháng 2-1974 và máy bay được đánh giá cùng với các kỹ thuật viên của Israel. Israel tuyên bố chính thức đã chế tạo máy bay sau khi có được bản thiết kế hoàn thiện, máy bay được Israel đặt tên là Nesher.
Cũng như Mirage IIIE, Mirage 5 được giới thiệu cho nhiều khách hàng, với các phiên bản xuất khẩu khác nhau được trang bị với nhiều hệ thống điện tử khác nhau. Trong khi Mirage 5 ban đầu được định hướng trong vai trò máy bay cường kích hoạt động trong thời tiết tốt, với hệ thống điện tử phù hợp với nhiệm vụ chiến đấu. Trong khi hệ thống điện tử trên nên gọn và mạnh hơn, nó có thể tăng cường các năng lực cho Mirage 5, mặc dù khoang chứa hệ thống điện tử phía sau đã bị loại bỏ, bởi vậy trong nội bộ Dassault đã có một số khúc mắc và kết thúc là Mirage IIIE được phát minh lại.
Phiên bản trinh sát và hai chỗ của Mirage 5 cũng được xuất khẩu rộng rãi với tên gọi tương ứng Mirage 5R và Mirage 5D. Tuy nhiên, một số ít quan tâm về sự khác nhau giữa một chiếc Mirage III và một chiếc Mirage 5 nhanh chóng chỉ ra tên gọi này đơn giản chỉ để dùng cho mục đích tiếp thị. Không có đường phân cách rõ ràng giữa cấu hình của một phiên bản trinh sát hay huấn luyện của Mirage III và tương tự với Mirage 5, và thực tế chúng là một, và cũng giống nhau trong nhiều trường hợp.
Mirage 5 được bán cho Abu Dhabi, Bỉ, Colombia, Ai Cập, Gabon, Libya, Pakistan, Peru, Venezuela, và Zaire, với danh sách thông thường những tên gọi và biến đổi khác nhau trong trang bị. Máy bay của Bỉ được trang bị với phần lớn hệ thống điện tử hàng không của Mỹ, máy bay Ai Cập trang bị với hệ thống điện tử tấn công MS2 của Dassault-Dornier Alpha Jet.
Năm 1978 và 1980, Israek đã bán tổng cộng 35 chiếc Nesher và 4 chiếc Nesher huấn luyện (Nesher T) cho Argentina, ở Argentina chúng có tên gọi đầu tiên là Dagger và sau khi nâng cấp có tên gọi Finger. Người Argentina đã mất hai chiếc IIIEA và 11 chiếc Dagger trong Chiến tranh Falklands vào năm 1982, và Peru đã chuyển cho Argentian 5 chiếc Mirage 5 của mình để bày tỏ sự đoàn kết, những máy bay này có tên gọi là Mirage Mara.
Chile gọi một số chiếc Mirage 5 dưới tên gọi Mirage Elkan.
Tổng cộng có 582 chiếc Mirage 5 được chế tạo, bao gồm 51 chiếc Nesher của Israel.

### Mirage 50

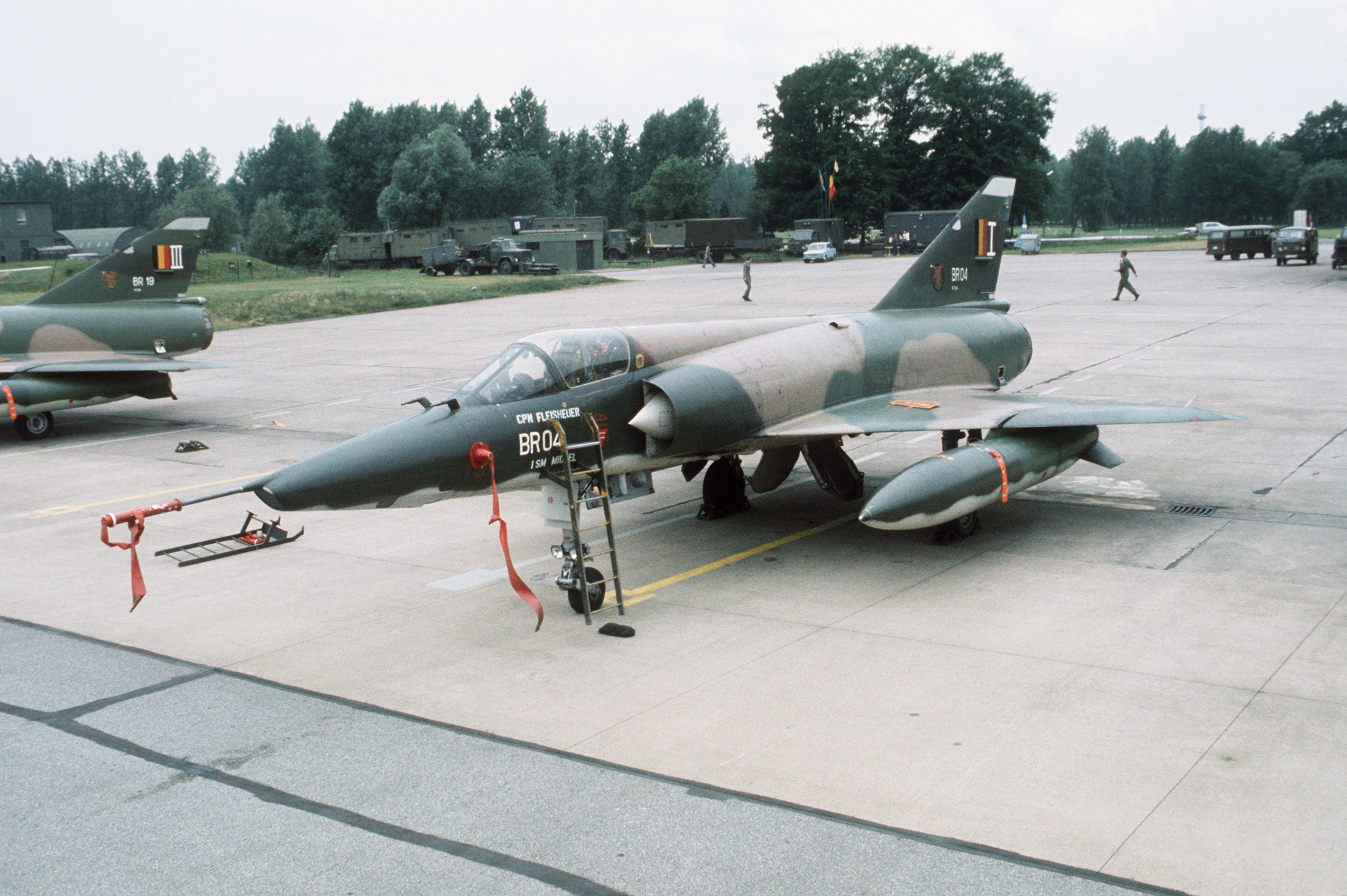
Mirage 5 thuộc phi đội chiến thuật 78 của Bỉ

Động cơ Atar 09K-50 là một ý tưởng tốt, và đã dẫn đến phiên bản tiếp theo của Mirage là Mirage 50 trong thập niên 1970. Động cơ nâng cấp đã giúp Mirage 50 cất cánh và vận tốc leo cao tốt hơn so với những mẫu máy bay trước đó. Trong khi Mirage 50 cũng kết hợp những hệ thống điện tử hàng không mới, như hệ thống radar Cyrano IV, nó không tỏ ra thông dụng trong các đơn bán hàng, như loạt Mirage thế hệ đầu đã bắt đầu ngừng hoạt động.
Chile đã đặt mua một số máy bay Mirage 50, họ đã mua cả máy bay mới cũng như những chiếc Mirage 5 nâng cấp của không quân Pháp. Máy bay Chile sau đó được hiện đại hóa theo IAI Kfir tại ENAER Pantera. Pantera đã kết hợp những cánh mũi và các cải tiến khí động hoác khác, cũng như hệ thống điện tử hàng không tiên tiến. Những máy bay này có một cái mũi rộng để tạo không gian cho những hệ thống mới.
Năm 1990, Dassault nâng cấp một lô những chiếc Mirage IIIE và 5 của Venezuela thành tiêu chuẩn Mirage 50 đặc biệt, với tên gọi là Mirage 50M.

### Chương trình Mirage 5 ROSE
Chương trình ROSE được giới thiệu bởi hãng SAGEM của Pháp nhằm nâng cấp những chiếc Mirage III & 5 cho không quân Pakistan (PAF). Đợt nâng cấp trải qua 3 giai đoạn - ROSE-I, ROSE-II, và ROSE-III. Khoảng 42 chiếc Mirage III sẽ trải quan giai đoạn nâng cấp ROSE I bao gồm thêm vào radar Grifo M - giúp máy bay của không quân Pakistan có khả năng không chiến ngoài tầm nhìn. Chương trình ROSE-II sẽ nâng cấp ít nhất 40 chiếc Mirage 5 của PAF với buồng lái số mới và hệ thống hồng ngoại tiên tiến, nó giúp máy bay có khả năng tấn công không đối đất sử dụng bom thông minh. Giai đoạn ROSE III sẽ là những phiên bản Mirage tiếp theo của ROSE II; PAF có 14 máy bay ROSE III trong biên chế.

## Các phiên bản

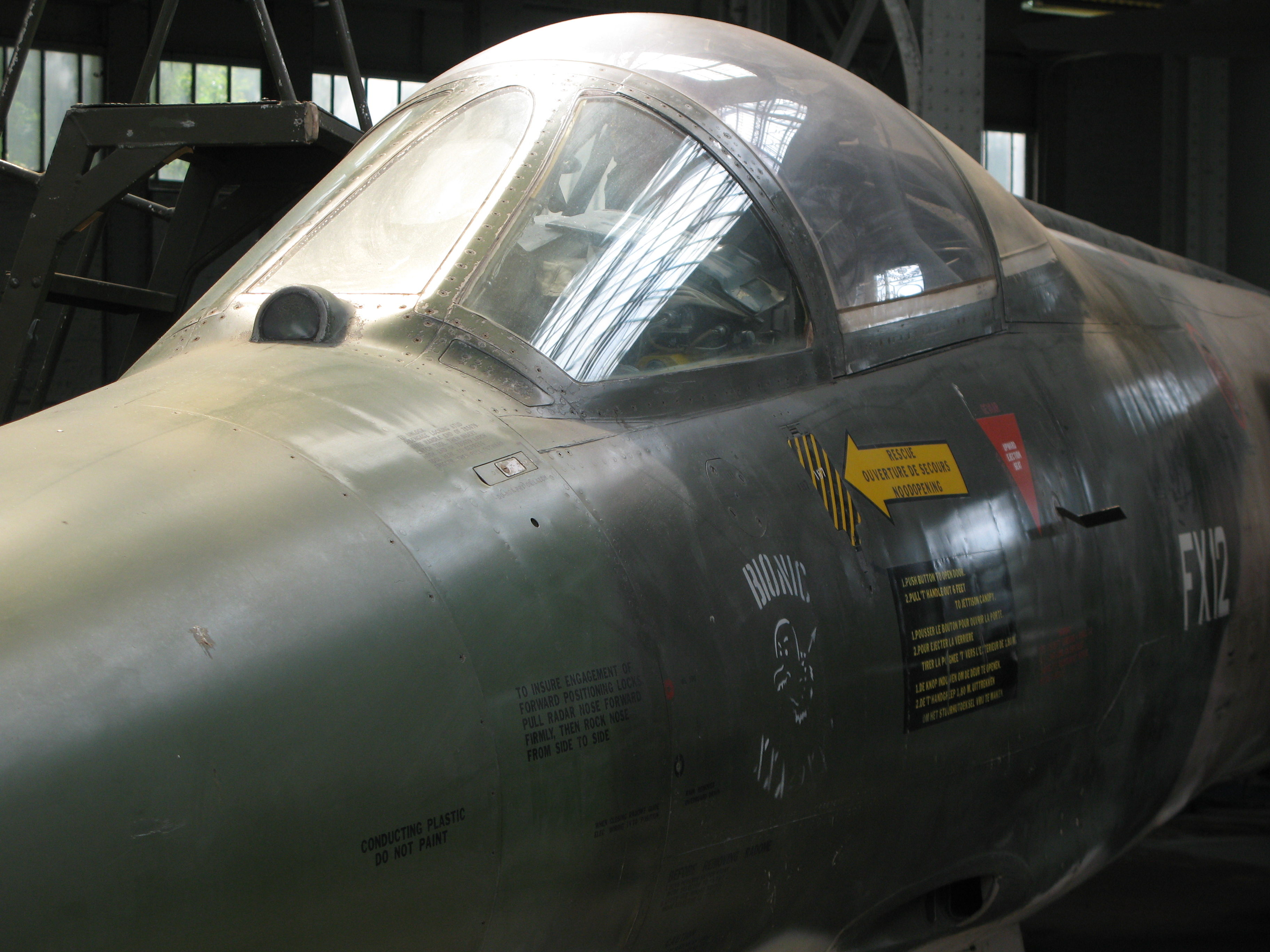
Buồng lái Mirage 5

- Mirage 5: Máy bay cường kích một chỗ không có radar.
  - Mirage 5AD: Phiên bản xuất khẩu Mirage 5 cho Abu Dhabi, UAE.
  - Mirage 5EAD: Phiên bản cường kích một chỗ có radar cho Abu Dhabi, UAE.
  - Mirage 5BA: Phiên bản xuất khẩu Mirage 5 cho Bỉ.
  - Mirage 5COA: Phiên bản xuất khẩu Mirage 5 cho Colombia.
  - Mirage 5D: Phiên bản xuất khẩu Mirage 5 cho Libya.
  - Mirage 5DE: Phiên bản cường kích một chỗ có radar cho Libya.
  - Mirage 5F: Phiên bản cường kích một chỗ cho Không quân Pháp.
  - Mirage 5G: Phiên bản xuất khẩu Mirage 5 cho Gabon.
  - Mirage 5G-II: 2 máy bay nâng cấp cho Gabon.
  - Mirage 5J: 50 chiếc do Israel đặt mua, nhưng sau đó chịu lệnh cấm vận bởi chính phủ Pháp. Chúng được giao cho không quân Pháp với tên gọi Mirage 5F.
  - Mirage 5M: Phiên bản xuất khẩu Mirage 5 cho Zaire.
  - Mirage 5MA Elkan: Mirage 5BA nâng cấp cho Chile.
  - Mirage 5P: Phiên bản xuất khẩu Mirage 5 cho Peru.
  - Mirage 5P Mara: Mirage 5P nâng cấp cho Argentina.
  - Mirage 5P-3: Máy bay nâng cấp cho Peru.
  - Mirage 5P-4: Máy bay nâng cấp cho Peru.
  - Mirage 5PA: Phiên bản xuất khẩu Mirage 5 cho Pakistan.
  - Mirage 5PA-II: Máy bay nâng cấp cho Pakistan, trang bị radar Cyrano.
  - Mirage 5PA-III: Máy bay nâng cấp cho Pakistan, trang bị radar Agave.
  - Mirage 5SDE: Phiên bản tiêm kích-bom một chỗ trang bị radar cho Ai Cập.
  - Mirage 5E-II: Máy bay nâng cấp cho Ai Cập.
  - Mirage 5V: Phiên bản xuất khẩu Mirage 5 cho Venezuela.
- Mirage 5R: Phiên bản trinh sát một chỗ.
  - Mirage 5BR: Phiên bản xuất khẩu Mirage 5R cho Bỉ.
  - Mirage 5COR: Phiên bản xuất khẩu Mirage 5R cho Colombia.
  - Mirage 5DR: Phiên bản xuất khẩu Mirage 5R cho Libya.
  - Mirage 5RAD: Phiên bản xuất khẩu Mirage 5R cho Abu Dhabi, UAE.
  - Mirage 5SDR: Phiên bản xuất khẩu Mirage 5R cho Ai Cập.
- Mirage 5D: Phiên bản huấn luyện hai chỗ.

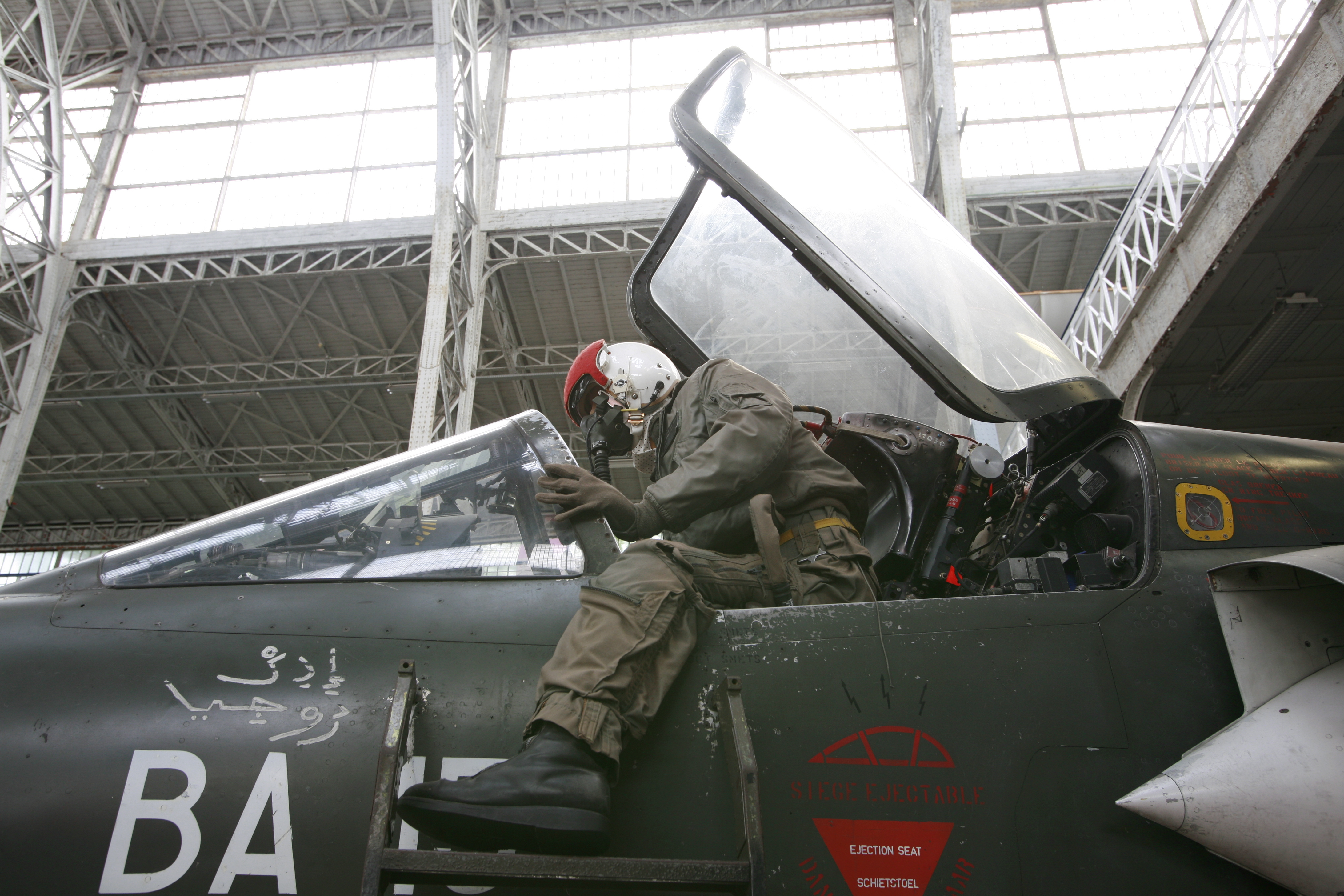
Hình nộm phi công trong buồng lái của Mirage 5

- - Mirage 5BD: Phiên bản xuất khẩu Mirage 5D cho Bỉ.
  - Mirage 5COD: Phiên bản xuất khẩu Mirage 5D cho Colombia.
  - Mirage 5DAD: Phiên bản xuất khẩu Mirage 5D cho Abu Dhabi, UAE.
  - Mirage 5DD: Phiên bản xuất khẩu Mirage 5D cho Libya.
  - Mirage 5DG: Phiên bản xuất khẩu Mirage 5D cho Gabon.
  - Mirage 5DM: Phiên bản xuất khẩu Mirage 5D cho Zaire.
  - Mirage 5DP: Phiên bản xuất khẩu Mirage 5D cho Peru.
  - Mirage 5DP-IV: Máy bay nâng cấp cho Peru.
  - Mirage 5DPA: Phiên bản xuất khẩu Mirage 5D cho Pakistan.
  - Mirage 5DPA-II: Máy bay nâng cấp cho Pakistan.
  - Mirage 5MD Elkan: Mirage 5BD nâng cấp cho Chile.
  - Mirage 5SDD: Phiên bản xuất khẩu Mirage 5D cho Ai Cập.
  - Mirage 5DV: Phiên bản xuất khẩu Mirage 5D cho Venezuela.
- Mirage 50: Phiên bản cường kích, tiêm kích-bom đa năng một chỗ.
  - Mirage 50C; Phiên bản xuất khẩu Mirage 50 cho Chile.
  - Mirage 50FC: 8 chiếc Mirage 5F trnag bị lại động cơ cho Chile.
  - Mirage 50DC: Phiên bản huấn luyện 2 chỗ cho Chile.
  - Mirage 50CN Pantera: Mirage 50C và 50FC nâng cấp cho Chile.
  - Mirage 50EV: Mirage 5V nâng cấp cho Venezuela.
  - Mirage 50DV: Mirage 5DV nâng cấp cho Venezuela.

## Quốc gia sử dụng
- UAE (Abu Dhabi)
- Argentina (từ Peru)
- Bỉ (bán cho Chile)

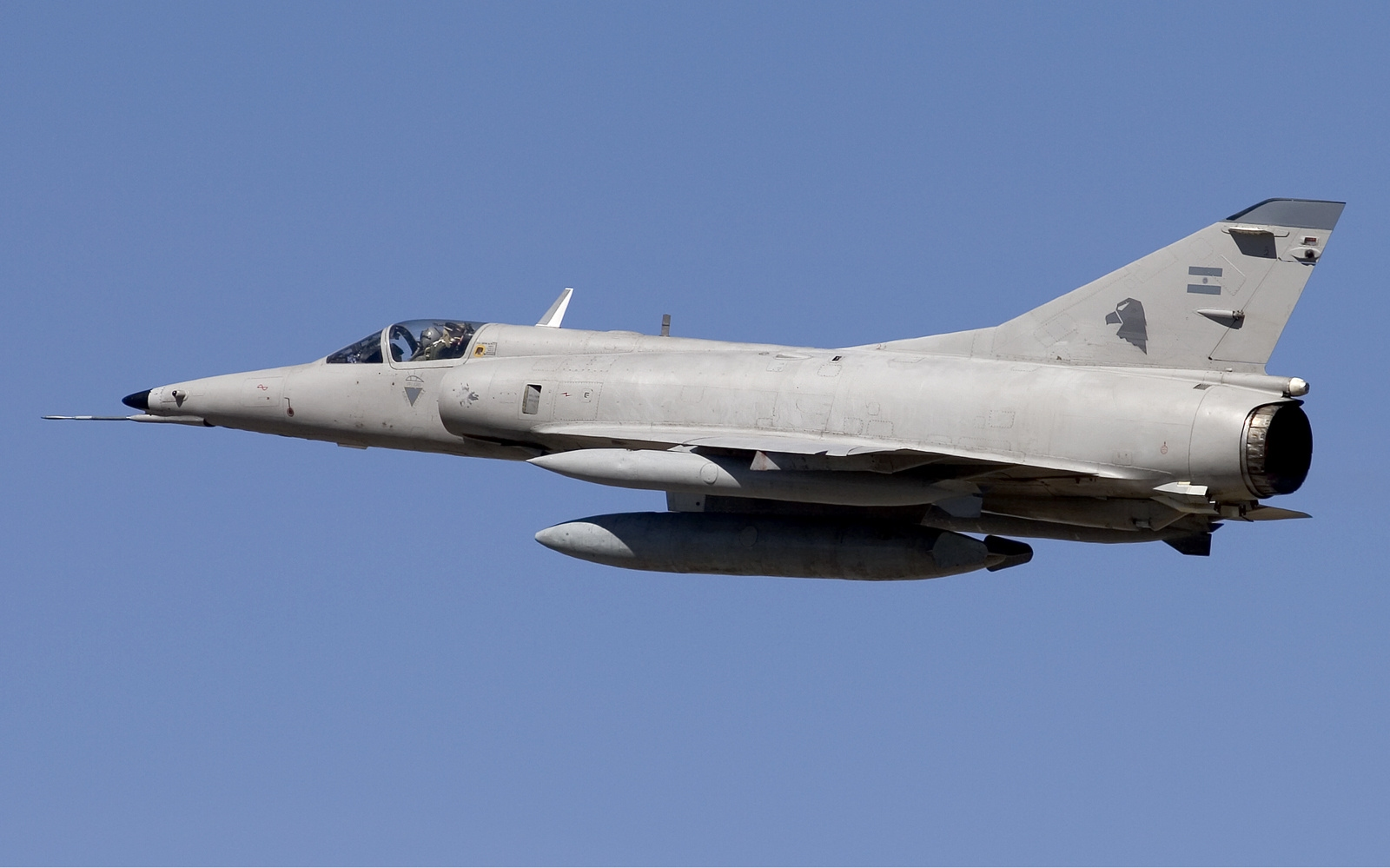
Argentina Air Force Dassault Mirage 5PA MARA, Agentina

- Chile (ngừng hoạt động 2006-2007)
- Colombia
- Ai Cập
- Gabon
- Israel (IAI Nesher)
- Libya
- Pakistan
- Perú
- Venezuela
- Zaire

## Thông số kỹ thuật (Mirage IIIE)

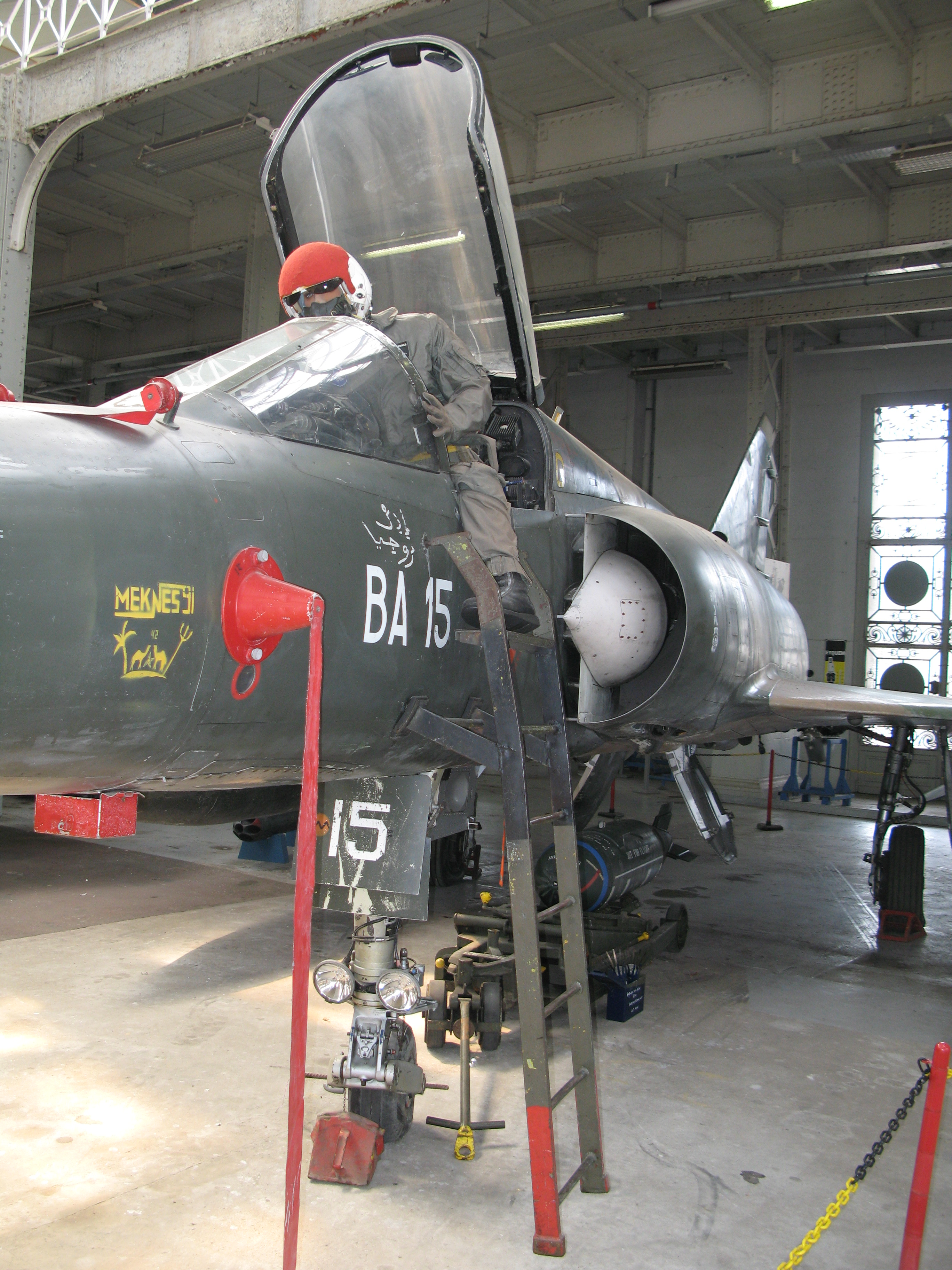
Buồng lái Mirage 5 với một hình nộm phi công

### Đặc điểm riêng
- Phi đoàn: 1
- Chiều dài: 15 m (49 ft 3.5 in)
- Sải cánh: 8.22 m (26 ft 11 in)
- Chiều cao: 4.5 m (14 ft 9 in)
- Diện tích cánh: 34.85 m² (375 ft²)
- Trọng lượng rỗng: 7.050 kg (15.600 lb)
- Trọng lượng cất cánh:
- Trọng lượng cất cánh tối đa: 13.500 kg (29.700 lb)
- Động cơ: 1× SNECMA Atar 09C

### Hiệu suất bay
- Vận tốc cực đại: Mach 2.2 (2.350 km/h, 1.460 mph)
- Tầm bay: 2.400 km (1.300 nm, 1.500 mi)
- Trần bay: 17.000 m (56.000 ft)
- Vận tốc lên cao: 83.3 m/s (16.400 ft/min)
- Lực nâng của cánh: 387 kg/m² (79 lb/ft²)
- Lực đẩy/trọng lượng: 0.46

### Vũ khí
- 2× pháo DEFA 552 30 mm (1.18 in) với 125 mỗi khẩu
- 5 giá treo vũ khí với trọng lượng vũ khí đạt 4.000 kg (8.800 lb). Vũ khí đánh chặn trên không bao gồm
  - Tên lửa không đối không:
    - 1x Matra R530
    - 2x AIM-9 Sidewinder
    - Matra Magic R550

  - Bom công dụng chung, 19 tên lửa SNEB 68 mm
  - Một số phiên bản trang bị tên lửa chống hạm AM-39 Exocet, IIIE của không quân Pháp từ năm 1991 trang bị với bom hạt nhân AN-52.

## Nội dung liên quan

### Máy bay có cùng sự phát triển
- Dassault Mirage III
- IAI Nesher
- IAI Kfir
- Dassault Mirage 2000

### Máy bay có tính năng tương đương
- F-5 Freedom Fighter
- Mikoyan-Gurevich MiG-21
- Sukhoi Su-9
- Sukhoi Su-11